# Liste générale normalisée des caractères chinois
La liste générale normalisée des caractères chinois (通用规范汉字表 en chinois simplifié, 通用規範漢字表 en chinois traditionnel) est une liste de 8105 caractères chinois simplifiés publiée le 18 juin 2013 par le ministère de l’Éducation de la république populaire de Chine. Les caractères y sont numérotés (par ordre croissant suivant le nombre de traits) et organisés en 3 catégories. La première catégorie compte 3500 caractères enseignés à l’école primaire, la deuxième 3000 caractères utilisés dans les publications industrielles, et la troisième 1605 caractères utilisés dans les noms propres, les termes scientifiques et la littérature traditionnelle.
Cette liste remplace la liste des caractères fréquemment utilisés dans le chinois moderne et la liste des caractères ordinairement utilisés dans le chinois moderne toutes deux publiées en 1988.